# Кокоревское городское поселение
Кокоревское городско́е поселе́ние — муниципальное образование в Суземском районе Брянской области Российской Федерации.
Административный центр — пгт Кокоревка.

## История
Статус и границы городского поселения установлены Законом Брянской области от 9 марта 2005 года № 3-З «О наделении муниципальных образований статусом городского округа, муниципального района, городского поселения, сельского поселения и установлении границ муниципальных образований в Брянской области».

## Население
| 2009  | 2010  | 2011  | 2012  | 2013  | 2014  | 2015  | 2016  | 2017  |
| ----- | ----- | ----- | ----- | ----- | ----- | ----- | ----- | ----- |
| 2176  | ↘1962 | →1962 | ↘1942 | ↘1906 | ↘1840 | ↘1819 | ↘1797 | ↘1761 |
| 2018  | 2019  | 2020  | 2021  |       |       |       |       |       |
| ↘1724 | ↘1694 | →1694 | ↗1768 |       |       |       |       |       |

## Состав городского поселения
| № | Населённый пункт | Тип населённого пункта      | Население |
| - | ---------------- | --------------------------- | --------- |
| 1 | Кокоревка        | пгт, административный центр | ↗1786     |